# Matthias ben Theophilus I
Matthias ben Theophilus was hogepriester in de Joodse tempel in Jeruzalem van 5 v.Chr. tot 4 v.Chr. Hij moet niet verward worden met Matthias ben Theophilus II, de laatste hogepriester voor het uitbreken van de Joodse Opstand.
Anders dan de meeste andere hogepriesters die door Herodes de Grote benoemd zijn, was Matthias niet afkomstig uit de Joodse diaspora, maar was hij geboren in Jeruzalem. Herodes benoemde hem tot hogepriester in plaats van Simon ben Boëthus, die uit zijn ambt werd ontheven omdat Herodes Simons dochter (tevens een van Herodes' vrouwen) ervan verdacht op de hoogte te zijn van een complot tegen hem.
Tijdens de Grote Verzoendag in het jaar dat Matthias hogepriester was, kon hij zijn functies niet uitvoeren. De reden daarvoor was dat hij in de nacht daarvoor droomde dat hij geslachtsgemeenschap had, waardoor hij volgens de Thora tot de volgende avond in een staat van onreinheid verkeerde. Jozef ben Ellemus, een familielid van Matthias, nam op Grote Verzoendag Matthias' taken waar.
Tijdens Matthias' hogepriesterschap vond een incident plaats in de tempel. Als onderdeel van Herodes' restauratie en verfraaiing van de tempel, had Herodes een grote gouden adelaar laten plaatsen boven de grote poort van de tempel. Een aantal farizese rabbi's, met name Judas ben Saripheüs en Matthias ben Margalothus, waren echter van mening dat het afbeelden van levende wezens een schending van het tweede gebod was. Op hun aandringen klommen enkele jongemannen omhoog tot boven de tempelpoort, haalden de adelaar neer en vernielden deze. Op last van Herodes werden Judas ben Saripheüs en Matthias ben Margalothus samen met een aantal volgelingen levend verbrand. Herodes achtte Matthias ben Theophilus medeschuldig aan het gebeuren en onthief hem uit zijn ambt. Hij werd opgevolgd door Joazar ben Boëthus.